# Rosa eglanteria
La rosa mosqueta o simplemente mosqueta (Rosa eglanteria; sinónimo Rosa rubiginosa) es un arbusto silvestre de la familia de las rosáceas. Es una planta nativa de Europa, donde se cultiva sobre todo en el Reino Unido por su bella flor de color rosa pálido, pero que también se encuentra en estado silvestre en las estribaciones de la región sur de la Cordillera de los Andes, tanto en Chile como en Argentina y en el piedemonte mendocino. Su fruto silvestre, también conocido como escaramujo, se utiliza para la confección de dulces y mermeladas y para hacer infusiones. El aceite extraído de sus semillas se aprovecha en cosmética.

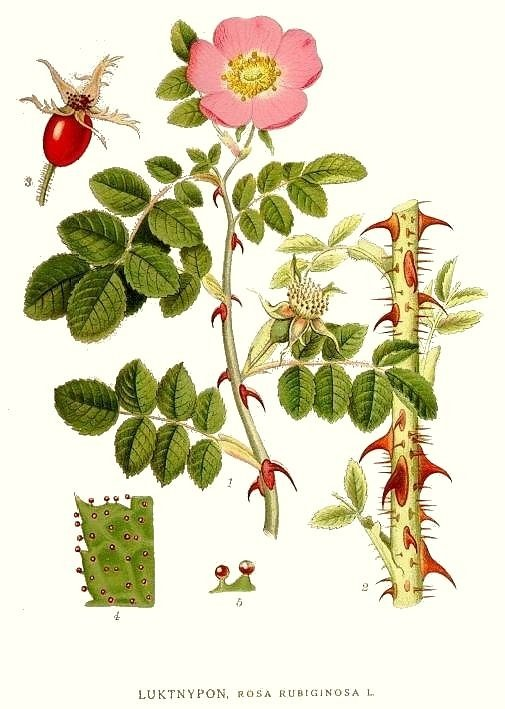
Ilustración

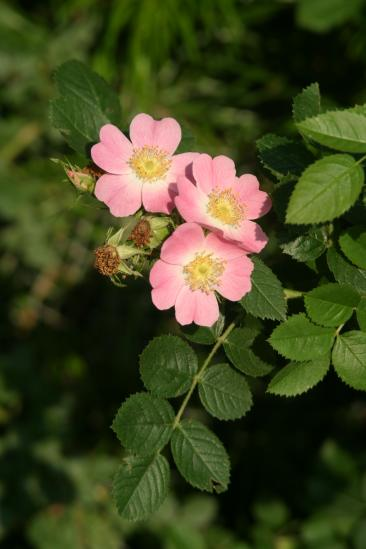
Flores de Rosa eglanteria

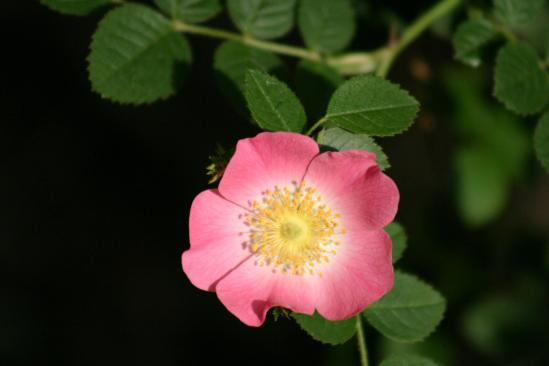
Flor de Rosa eglanteria

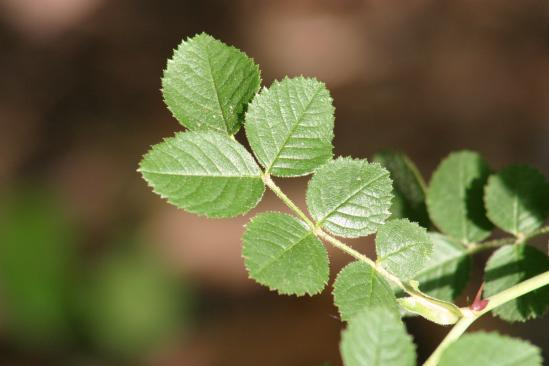
Hojas de Rosa eglanteria

## Descripción
La rosa mosqueta es un arbusto que puede sobrepasar los 2 m de altura; sus tallos son delgados, flexibles y curvos, cubiertos de espinas de color violáceo. Las hojas son caducas, alternas, compuestas de cinco a nueve foliolos, de bordes cerrados y lustrosas. Las flores muestran cinco pétalos libres, de color rosado o blanco-rosado y olor almizclado, en panojas espesas y terminales; los estambres son de un vivo color amarillo. La floración se produce una sola vez por temporada. Su fruto es un cinorrodón de forma ovoide y color rojo o naranja, con restos de sépalos espinosos en su extremo, de 1 a 3 cm de largo.

## Especie invasora
En Argentina, en la región patagónica, y en el extremo sur de Chile, esta especie se ha convertido en una planta extremadamente invasiva debido a su capacidad para distribuirse a través de las heces del ganado, rapidez de crecimiento y resiliencia. También el poco conocimiento de lo destructiva que es por la población local permitió su propagación sin límites.
Respecto a la flora local, la Rosa Mosqueta, al ser un arbusto de espinas agudas, no tiene depredadores ni es consumida por el ganado, como si sucede con las especies locales de arbustos que ocupan su nicho, como por ejemplo el michay, el Calafate, el pañil. Otro dato que se debe mencionar es que sus profundas raíces drenan agua rápidamente compitiendo con renovales de Nothofagus y especies arbustivas como el arrayán, notro y chin chin.
A nivel económico, muchos agricultores y ganaderos de la región han manifestado que la rosa les ha hecho perder gran parte de su rentabilidad debido a la reducción de tierras de cultivo o ganadería, si bien no hay datos oficiales de las pérdidas económicas para la economía local, se estima en varios millones de dólares anuales.
En contrapartida, a pesar de lo indicado anteriormente, la abundancia de esta especie ha proporcionado una fuente de sustento para gente que realiza la recolección anual de este fruto silvestre para diversas presentaciones y usos; siendo esta recolección un medio de control indirecto de la propagación descontrolada de esta especie.

## Aceite de rosa mosqueta
El aceite de rosa mosqueta se extrae de las semillas de esta especie de rosa realizando una presión en frío. Tiene un ligero color rojizo y un olor acre característicos de los aceites no refinados. Su contenido en ácidos grasos esenciales (AGE) poliinsaturados es muy elevado, con un 80%, de los cuales: 41% ácido linoleico, 39% ácido linolénico, y 16% ácido oleico. Los AGE son nutrientes muy importantes en muchos procesos fisiológicos y bioquímicos del cuerpo humano, relacionados con la regeneración de los tejidos y el crecimiento celular. Tienen además una función estructural, formando parte de los fosfolípidos de las membranas celulares de los tejidos del organismo, y son los precursores de las prostaglandinas y leucotrienos, a partir de la síntesis del ácido araquidónico.
Numerosos estudios científicos, el más reciente realizado en la Facultad y Farmacología de la Universidad de Concepción en Chile[cita requerida], han demostrado la poderosa capacidad cicatrizante del aceite puro de rosa mosqueta, especialmente en los campos de suturas, posoperatorios y quemaduras [cita requerida]. Esto se debe no solo a su capacidad regenerante, activando los fibroblastos que darán lugar a la síntesis del colágeno y la elastina dérmica, sino a su potentísimo carácter astringente, uniendo los bordes rotos de la epidermis para facilitar la cicatrización natural.

## Empleo
La rosa mosqueta se cultiva tradicionalmente como ornamental; es resistente y tolera niveles de alcalinidad elevados en comparación con otras especies similares. No requiere suelo fértil ni buen drenaje, y es tolerante a la sequía y a numerosas enfermedades. Por su vigor, se la emplea a veces como radical para injertar otras especies. En las zonas de Argentina y Chile donde se ha naturalizado prospera tanto que algunos agricultores la consideran una maleza, pues ocupa terrenos aptos para el pastoreo. Sin embargo, la venta de sus frutos y flores o de sus subproductos también significa una fuente de ingresos para muchas familias. 
Los frutos de la rosa mosqueta se emplean en gastronomía; se preparan en conserva o mermeladas, y se emplean en infusiones y licores. Son ligeramente astringentes y ácidos, y contienen carotenoides, flavonoides y un aceite esencial fragante. Son ricos en vitamina C y se consideran potenciadores del sistema inmunitario del organismo [cita requerida].
Estudios realizados en la Universidad de Concepción en Chile indican que dicho aceite contiene unos niveles elevados de ácidos grasos esenciales poliinsaturados (EFAs), linoleico y linolénico, los cuales son en parte responsables de la beneficiosa acción del aceite de rosa mosqueta en la regeneración de la piel [cita requerida]. La envoltura carnosa de sus semillas tiene un alto contenido de vitamina C.
El aceite se emplea en cosméticos, aduciendo que:
- regenera y nutre la piel, eliminando arrugas no muy profundas, y reduce cicatrices o marcas de cualquier etiología;
- redistribuye la pigmentación, lo que posibilita la eliminación de manchas;
- realiza acciones preventivas y correctivas del fotoenvejecimiento y de los problemas cutáneos debidos a sobreexposición a las radiaciones solares, mediante la autogeneración de melanina;
- además de sus efectos en las capas externas de la piel, también revitaliza las células de las capas interiores, revigorizando el fibroblasto (células que producen colágeno y elastina, responsables de la firmeza y elasticidad de la piel).

Por lo tanto se ha venido considerando como uno de los más potentes productos antienvejecimiento de la naturaleza, así como de prevención de afecciones dérmicas relacionadas con desequilibrios de la melanina. Recientemente se ha generalizado el uso del aceite puro de rosa mosqueta como ingrediente de la mayoría de productos de cosmética natural y sintética.
Para casos más severos de cicatrices, estrías, arrugas de expresión y manchas solares, se recomienda el uso continuado de aceite puro de rosa mosqueta en la zona a tratar cada pocas horas hasta revertirlos. No se debe utilizar con carácter preventivo de estos casos. Al ser un aceite vehicular, se recomienda su uso estrictamente en la dermis, nunca en mucosas (genitales, cavidad bucal, etc.), ojos o uso interno en el organismo.
Por su cantidad de lípidos y su carácter astringente, no se debe utilizar en piel grasa o con tendencia a grasa.

## Taxonomía
Rosa eglanteria fue descrita por Carlos Linneo y publicado en Species Plantarum 1: 491. 1753.
Sinonimia
- Rosa rubignosa L.	[5]

var. nemoralis (Léman) P.V. Heath
- Rosa nemoralis Léman
- Rosa rubiginosa var. nemoralis (Léman) Thory